# ごめん
『ごめん』は、2002年の日本映画。京都市と大阪市を舞台とし、市内各所をロケ地としている。

## あらすじ
大阪に住む小学6年生のセイこと七尾聖一は、授業中に尿を漏らしたと思い便所に駆け込むと、下着についた液体が尿ではないことに気づき、驚く。それは、クラスの男子では最初の精通だった。それ以来セイの日常は従来と変わり、女性の担任が気になったりする。そんなある日、京都の祖父母の家に行ったセイは、お使い先の漬物屋で会ったナオちゃん（ナオコ）という中学生の少女に一目惚れする。年上の彼女となんとかデートにこぎ着けて告白するものの、見事に振られてしまう。しばらく経ってセイが所属する剣道部の初稽古があり、ナオコが見に来ていた。だが、ナオコはセイを子供扱いし、再び二人は仲違いする。

## スタッフ
- 監督：冨樫森
- 原作：ひこ・田中『ごめん』
- 製作：岡俊太郎、川城和実、関原二郎、竹中功、佐々木史郎
- プロデューサー：藤門浩之、河野聡、吉田晴彦、久保田傑
- 脚本：山田耕大
- 音楽：大友良英
- 撮影：上野彰吾
- 照明：上妻敏厚
- 録音：深田晃
- 美術：三浦伸一
- 編集：川島章正
- 助監督：谷口正晃
- 制作担当：森井輝

## キャスト
- 七尾聖市（セイ）：久野雅弘
- 瓜生直子（ナオコ）：櫻谷由貴花
- キンタ：佐藤翔一
- ニャンコ：栗原卓也
- ナオコの父：斎藤歩
- 竹林のおばちゃん：飯島順子
- 倉田先生：小牧芽美
- セイの祖父：森毅
- セイの祖母：伊吹友木子
- ユーミ：岡本奈月
- 福俵尚子：山下真悠
- クンコ：今中恵里奈
- サツキ：土井玲奈
- 赤坂：川上翔太
- セイキ：花田康次郎
- ヨシキ：麻田優真
- シゲミ：中川雄哉
- ナオコの母：三田篤子
- セイの母：河合美智子
- セイの父：國村隼

## 受賞等
- 第76回キネマ旬報ベスト・テン第7位
- 第45回朝日ベストテン映画祭第9位
- 第24回ヨコハマ映画祭第6位　最優秀新人賞（久野雅弘　櫻谷由貴花）[1]